# Machala
Machala è una città dell'Ecuador, capitale della provincia di El Oro, situata nella parte sud-occidentale del paese. Si affaccia sulla costa meridionale del golfo di Guayaquil, in una fertile pianura. Ha una popolazione di 241 606 abitanti (stima del 2010), che la rende la quinta città più popolosa dell'Ecuador.
Machala è un centro commerciale per le circostanti industrie agroalimentari ed è conosciuta come la capitale mondiale delle banane. Oltre che per le banane notevole è il commercio di caffè e cacao. È sede di un'università ed è un scalo intermedio tra Puerto Bolívar e le isole Jambelí. La maggior parte degli alberghi si trovano nel centro della città.

## Storia
Alcuni esploratori spagnoli nel 1537, secondo Torres de Mendoza, scoprirono il villaggio del popolo dei Machalas, nei pressi dell'attuale città, che tuttavia, a differenza delle altre maggiori città ecuadoriane, non fu di fondazione spagnola.
Nel 1758, le terre furono consegnate ai Machalas per farsi il loro proprio villaggio, dove attualmente si trova il quartiere San Jacinto. Nel 1783 il viceré della Audiencia Reale di Quito  Antonio Caballero y Góndora, visto lo sviluppo della cittadina, creò provvisoriamente la Tenencia de Machala.
Nel 1820 Machala aderì alla causa indipendentista di Guayaquil contro gli spagnoli, al punto di farsi rappresentare con una stella nella prima bandiera della Provincia Libera di Guayaquil. Machala abbracciò poco più tardi anche la causa indipendentista dell'Ecuador e al passaggio del Mariscal Sucre per la città alcuni abitanti si aggregarono alle sue truppe, che nel maggio del 1824 sconfiggeranno definitivamente gli spagnoli a Quito, nella battaglia di Pichincha. Il 25 giugno 1824 Machala divenne cantone dell'allora Dipartimento di Guayaquil, divenuto al quel punto parte della Grande Colombia.
Nel 1941 Machala venne bombardata e occupata per un breve periodo dalle truppe peruviane nell'ambito della guerra ecuadoriano-peruviana. Più tardi iniziò il "boom" del commercio delle banane, nel 1948, mentre con la firma degli accordi di pace tra Ecuador e Perù del 1998, Machala e il suo porto diventarono il punto di maggior interscambio commerciale tra i due paesi.

## Risorse
La città è un importante centro commerciale per la produzione agricola della provincia, soprattutto banane, caffè e cacao, così come per l'allevamento di gamberetti. L'industria delle banane è in gran parte orientata all'esportazione e svolge un ruolo fondamentale per l'economia locale. Le banane vengono esportate dal vicino porto di Puerto Bolívar, uno dei maggiori del paese e di gran lunga il maggiore nell'esportazione della frutta soprattutto in Nord America.